# Đồng Tháp Mười

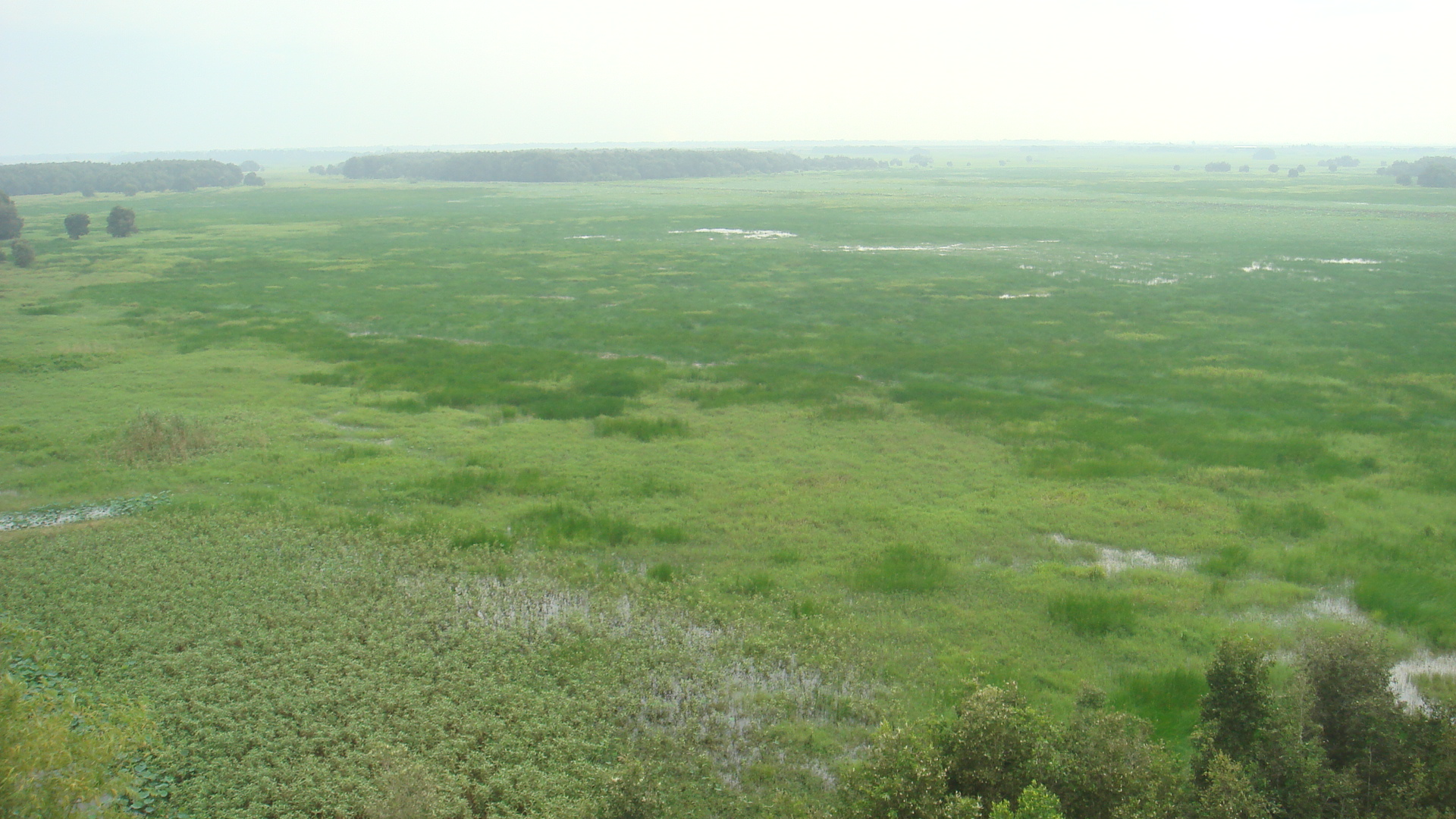
Đồng Tháp Mười nhìn từ trên cao

Đồng Tháp Mười là tên gọi của phần trong lãnh thổ Việt Nam của một vùng đất ngập nước phía đông sông Tiền ven biên giới Việt Nam - Campuchia, trải rộng trên hai tỉnh Tây Ninh và Đồng Tháp mà trung tâm là phường Kiến Tường thuộc tỉnh Tây Ninh. Vùng Đồng Tháp Mười rộng 697.000 hecta, có khu bảo tồn đất ngập nước Láng Sen, vườn quốc gia Tràm Chim. Trong các cuộc chiến tranh chống Pháp và chiến tranh Việt Nam, Đồng Tháp Mười là một trong những chiến khu quan trọng nhất. Trong thập niên 1980, ba tỉnh nói trên đã đẩy mạnh khai hoang vùng Đồng Tháp Mười. Đây là một trong những nguyên nhân quan trọng góp phần đưa Việt Nam từ một nước thiếu lương thực thành một trong những nước xuất khẩu lúa gạo quan trọng trên thế giới. Đồng Tháp Mười cũng là bối cảnh của bộ phim Cánh đồng hoang nổi tiếng tại Việt Nam.

## Tổng quan địa lý

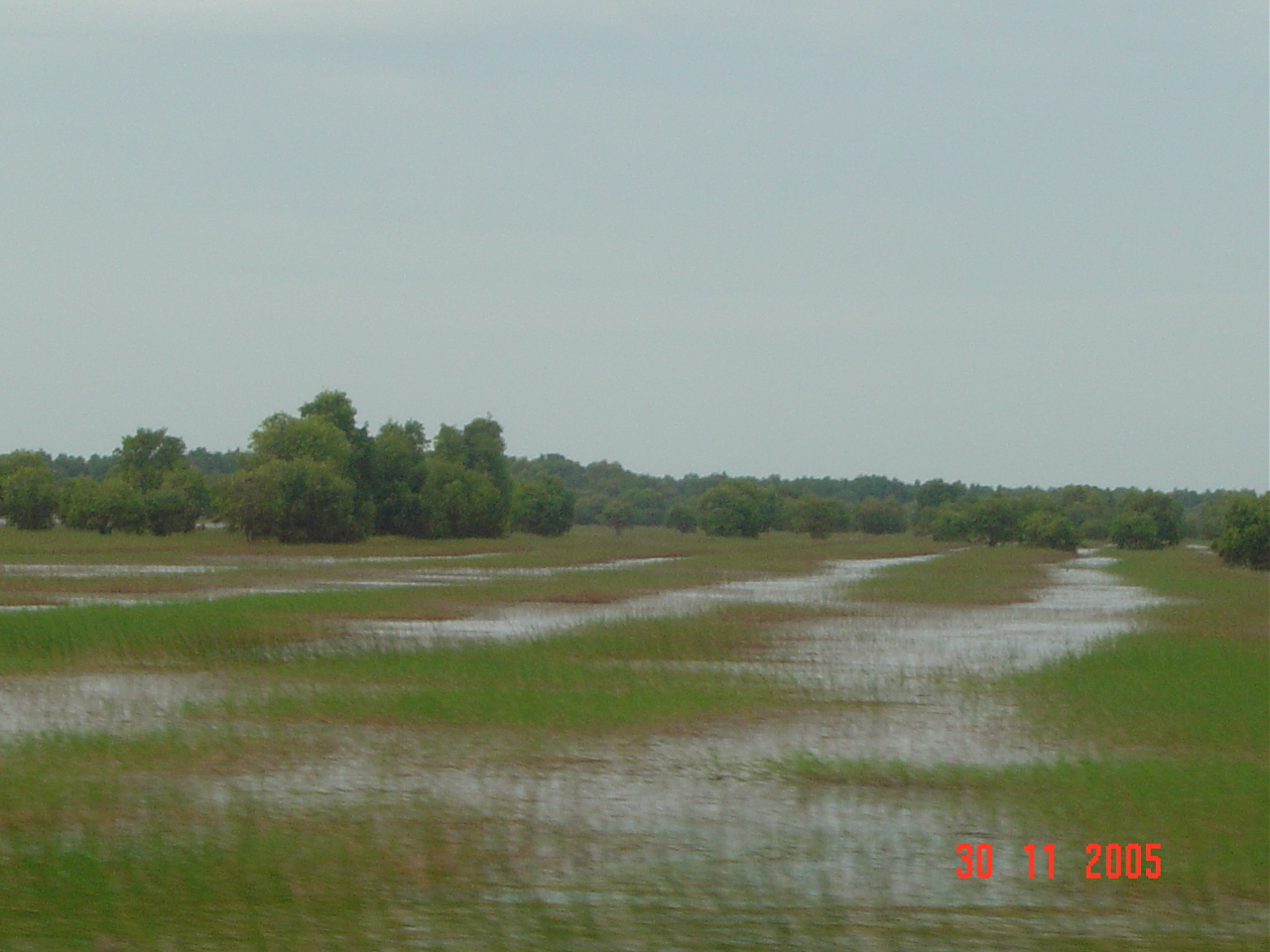
Đồng Tháp Mười

Người Pháp xác định vùng ngập nước phía đông sông Tiền (sông Basaac) trên biên giới Việt Nam - Campuchia rộng khoảng 700,000 ha (7000 km2) trong đó, phần bên Việt Nam rộng khoảng 5300 km vuông. Đó có lẽ là diện tích của vùng ngập nước này trước khi được khai hoang ồ ạt trong nửa cuối thập niên 1970 và đầu thập niên 1980.
Đồng Tháp Mười là một đồng lụt kín được bao quanh bởi các giồng đất cao ven biên giới Việt Nam – Campuchia, đê tự nhiên dọc sông Tiền và giồng biển cổ dọc theo Quốc lộ 1 (Tân Hiệp – Nhị Quý, Cai Lậy) và chặn lại bởi sông Vàm Cỏ Đông (Long An).
Đồng Tháp Mười được thành tạo trong phân đại đệ Tứ (Qiv), trên hai đơn vị trầm tích Pleistocen và Holocen cùng với giai đoạn trung gian của Hậu Pleistocen. Quá trình thành tạo hoàn tất của Đồng Tháp Mười được bắt đầu sau thời kỳ Hậu Pleistocen cách đây khoảng 8.000 năm. Nền trầm tích Pleistocen với các vật liệu phù sa cổ không đồng đều được phủ lên bằng vật liệu mới của trầm tích Holocen. Do đó, có thể tìm thấy những gò phù sa cổ và những giồng cát cổ nằm chen lẫn giữa cánh đồng phù sa mới. Dước tác động của nhiều yếu tố tự nhiên và con người, thông qua sự phong hóa với các tiến trình sinh – hóa xảy ra đã hình thành nhiều nhóm đất khác nhau trong Đồng Tháp Mười. Đất phù sa cổ, đất giồng cổ, đất phèn, đất phù sa và phù sa ven sông.

## Hệ sinh thái

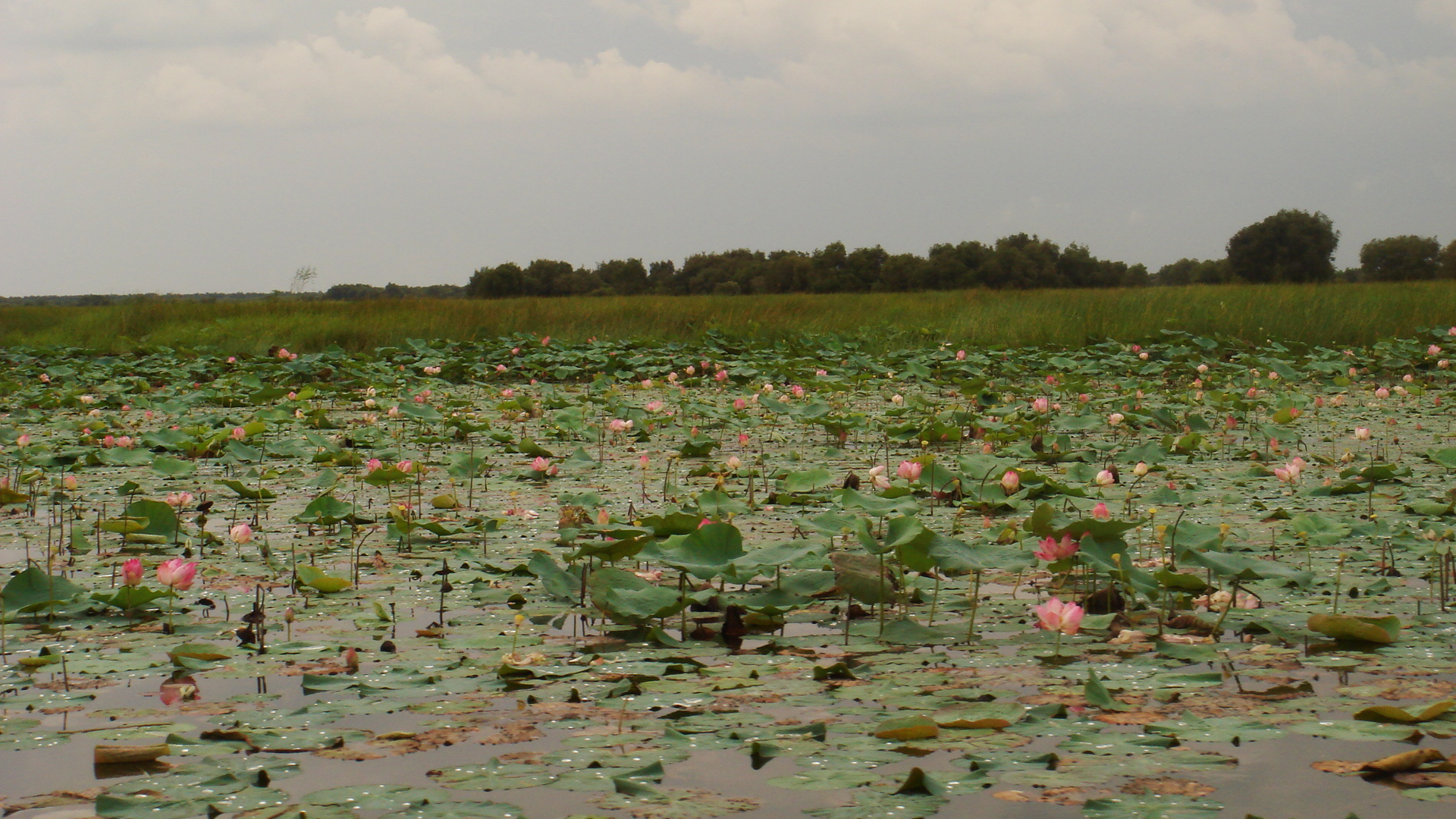
Cảnh một đồng sen ở Đồng Tháp Mười

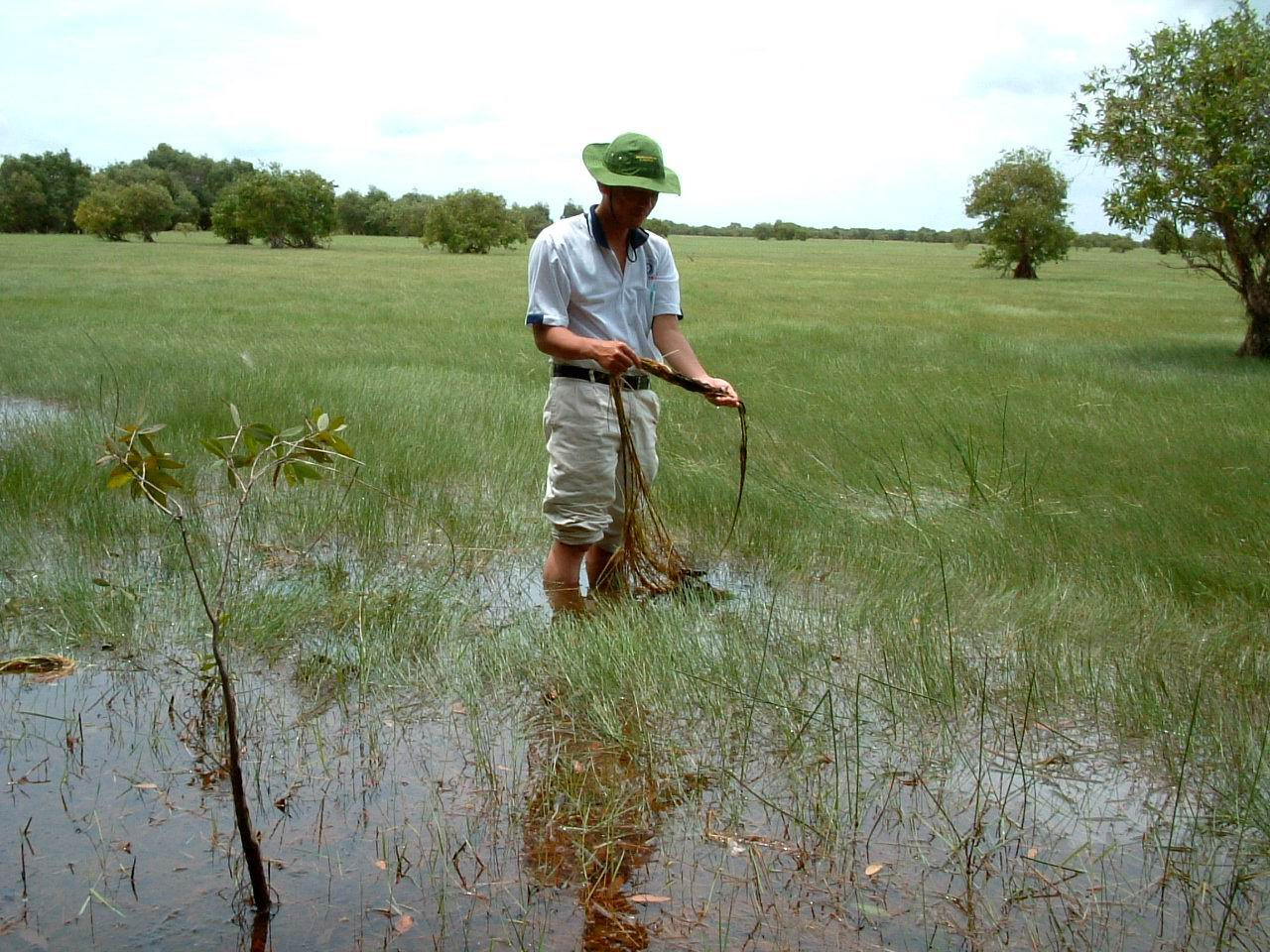
Đồng cỏ ở Đồng Tháp Mười

Sự tương tác giữa các yếu tố tự nhiên: địa mạo, trầm tích, đất, nước và các yếu tố khác đã hình thành những cảnh quan tự nhiên với các hệ sinh thái đặc trưng của vùng Đồng Tháp Mười.
Hệ sinh thái rừng tràm (Melaleuca spp.) có thể tìm thấy khá nhiều trong đồng bằng ngập nước. Phạm vi xuất hiện của hệ sinh thái này khá đa dạng, từ vùng triền của đất dốc tụ cho đến đất phèn hoạt động. Những cánh rừng tràm có thể phát triển trên những cánh đồng, đồng thời cũng có thể phát triển khá nhiều dọc theo sông rạch. Tuy nhiên, những cánh rừng tràm nguyên sinh dường như không còn nữa mà chỉ có thể tìm thấy một phần rừng tràm tái sinh với diện tích quá nhỏ so với một vùng Đồng Tháp Mười rộng lớn.
Hệ sinh thái đồng cỏ ngập nước theo mùa khá phổ biến và chiếm ưu thế trong vùng này xưa kia. Thảm thực vật với các quần xã thay đổi theo môi trường tự nhiên trong từng vùng. Những cánh đồng hoàng đầu ấn (Xyris indica), cỏ năng (Eleocharis sp.), cỏ ống (Panicum repens), cánh đồng cỏ mồm (Ischaemum sp.), cỏ lác (Cyperus sp.) trải rộng khắp vùng này xưa kia vẫn còn tìm gặp khá nhiều ở các khu bảo tồn và vườn quốc gia, mặc dù tính phong phú giữa các loài đã và đang bị suy giảm.
Các loài sen–súng (Nymphaea sp.) cùng các loài thực vật thủy sinh khác chiếm ưu thế và đặc trưng ở các vùng đầm lầy đã bị thu hẹp diện tích do quá trình thoát thủy cải tạo đất cho mục tiêu sản xuất nông nghiệp.
Có thể cho rằng các hệ sinh thái tự nhiên cùng với tính đa dạng sinh học đất ngập nước vùng Đồng Tháp Mười đã bị suy giảm nghiêm trọng, cảnh quan tự nhiên đã thay đổi sau một thời gian khai phá cho mục tiêu phát triển kinh tế, đặc biệt là phát triển kinh tế nông nghiệp chung cho vùng hạ lưu châu thổ sông Cửu Long. Trước nguy cơ suy giảm tính đa dạng sinh học và hủy diệt các nguồn gen quý hiếm, một số nỗ lực về công tác bảo tồn và phục hồi tính đa dạng sinh học vùng đất ngập nước trong châu thổ sông Mekong đã được đặt ra. Thông qua những nỗ lực này, các khu bảo tồn thiên nhiên đã được hình thành, và Vườn quốc gia Tràm Chim và Khu bảo tồn đất ngập nước Láng Sen là hai khu bảo tồn thiên nhiên đất ngập nước rất điển hình được thành lập nhằm thực hiện những mục tiêu bảo tồn đa dạng sinh học và các hệ sinh thái vùng đất ngập nước Đồng Tháp Mười.

## Danh nhân
- Võ Duy Dương, thủ lĩnh nghĩa quân chống Pháp cuối thế kỷ 19